# 分位数
分位数（英語：Quantile），亦称分位点，是指用分割点（cut point）将一个随机变量的概率分布范围分为几个具有相同概率的连续区间。分割点的数量比划分出的区间少1，例如3个分割点能分出4个区间。
常用的有中位数（即二分位数）、四分位数（quartile）、十分位数（decile ）、百分位数等。q-quantile是指将有限值集分为q个接近相同尺寸的子集。

## 定义
分位数指的就是连续分布函数中的一个点，这个点对应概率p。